# Teijin
Teijin Limited (帝人株式会社, Teijin Kabushiki-gaisha) est une entreprise japonaise active dans la chimie, la pharmacie et les technologies de l'information. Ses principaux domaines d'activité sont les fibres hautes performances telles que l'aramide, la fibre de carbone et les matériaux composites, la santé, les films, le traitement des résines et du plastique, les fibres polyester, la transformation de produits et les technologies de l'information.
La société est cotée dans la première section de la bourse de Tokyo et fait partie de l'indice boursier Nikkei 225.
Au 31 mars 2019, le groupe Teijin comprend 172 companies, 61 au Japon et 111 dans le reste du monde.
Teijin est membre du keiretsu Mitsubishi UFJ Financial Group (MUFJ).

## Secteurs d'activité et produits
- Fibres et composites
  - Fibres aramides
  - Polyéthylène haute-performance
  - Fibres polyester haute-performance
  - Fibres PEN
  - Cuir artificiel
  - Composites renforcés de fibres de carbone
  - Fibres ignifugées
- Matériaux électriques et produits polymères de performance
  - Résine polycarbonate
  - Résine PEN
  - Film PET
  - Film PEN
  - Film traité
- Soins de santé
  - Produits pharmaceutiques dans le traitement des maladies des os et des articulations, des maladies respiratoires et des maladies cardiovasculaires et métaboliques
- Technologies de l'information
  - TI dans le domaine de la santé
  - Progiciel de gestion intégré web
  - Services de gestion de contenu numérique
  - Services de distribution de contenu pour téléphones mobiles et smartphones (livres électroniques, musique)
  - Services de commerce électronique
- Conversion de produits
  - Vente et négoce de matières premières fibreuses, vêtements, matériaux industriels et produits à base de polymères de performance
  - Polyester/fibres de polyester recyclées/textiles
  - Recyclage en boucle fermée de produit en polyester

## Galerie
|                                 |
| La tour Teijin à Chūō-ku, Osaka |

|                       |
| Usine Teijin à Mihara |

|                                 |
| Bureaux de la compagnie à Tokyo |

|                                             |
| Capsules de Mucosolvan produites par Teijin |